# 2072 Kosmodemyanskaya
2072 Kosmodemyanskaya (2072 Космодемьянская ở Tiếng Nga) là một tiểu hành tinh vành đai chính được phát hiện năm 1973 bởi nhà thiên văn học Liên Xô Tamara Mikhailovna Smirnova. Nó được đặt theo tên Lubov' Timofeevna Kosmodemyanskaya, mẹ của hai anh hùng Xô Viết Zoya Anatolyevna Kosmodemyanskaya và Alexander Kosmodemyansky.